# Даріо Колонья
Даріо Колонья (італ. Dario Cologna, 11 березня 1986) — швейцарський лижник, чотириразовий олімпійський чемпіон. Найкращий спортсмен Швейцарії в номінації «відкриття року» (2009) та безпосередньо як спортсмен (2013).
Даріо Колонья почав виступати на етапах Кубка світу з лижних перегонів у 2006. В сезоні 2008/2009 він став переможцем кубка в загальному заліку. В січні 2009 року він переміг у Тур де скі.
Олімпійський успіх прийшов до Даріо у Ванкувері, де він зумів здобути звання олімпійського чемпіона на дистанції 15 км вільним стилем. Це була перша в історії золота медаль Швейцарії в цьому виді спорту. Колонья виграв цю ж дистанцію на двох наступним Олімпіадах — у Сочі класичним стилем, а у Пхьончхані знову вільним стилем.